# Христианство в Уругвае

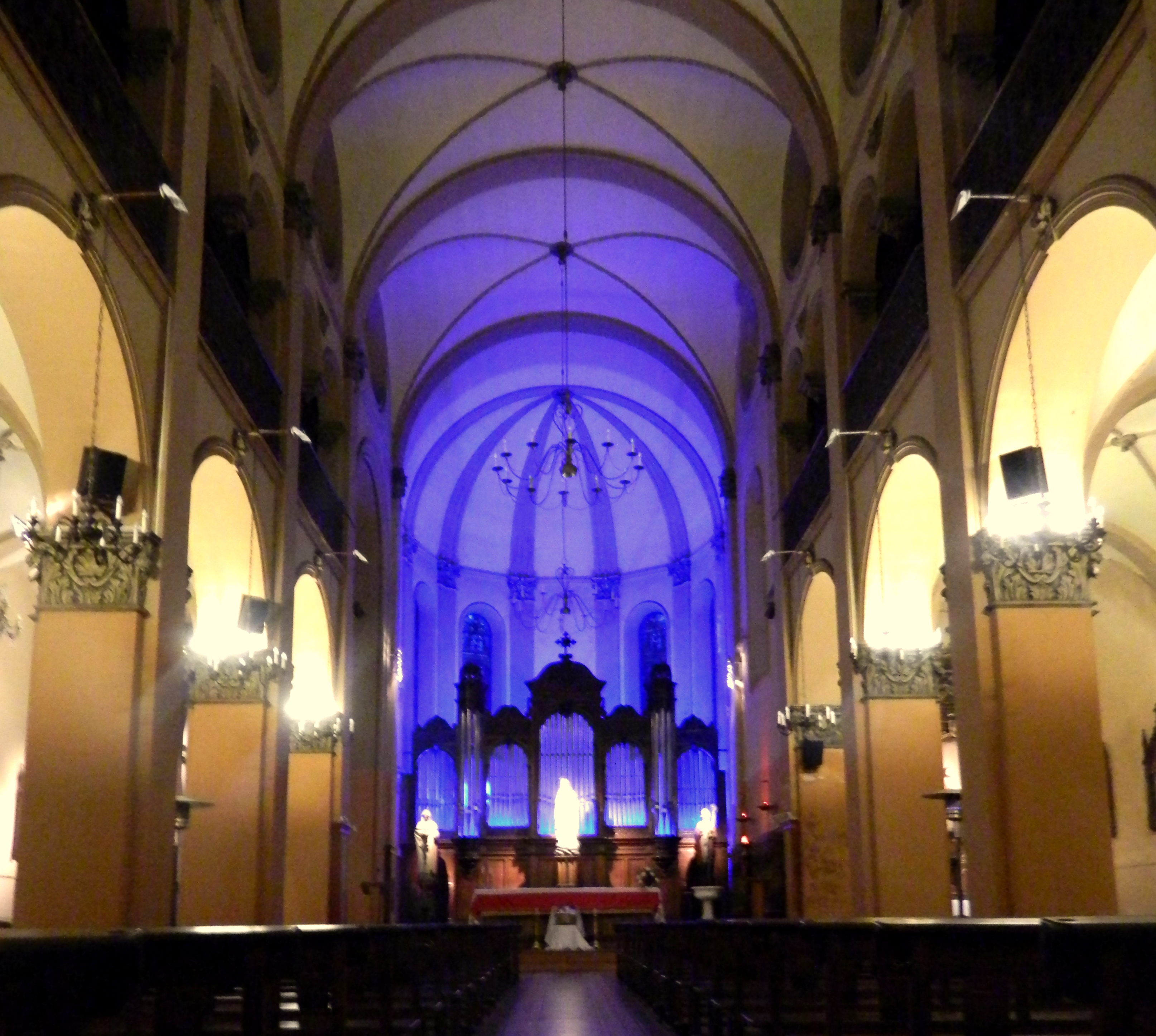
Католическая церковь в Монтевидео

Христианство в Уругвае — самая распространённая религия в стране.
По данным исследовательского центра Pew Research Center в 2010 году в Уругвае проживало 1,96 млн христиан, которые составляли 58,2 % населения этой страны. Энциклопедия «Религии мира» Дж. Г. Мелтона оценивает долю христиан в 2010 году в 63,9 % (2,15 млн).
Крупнейшим направлением христианства в стране является католицизм. В 2000 году в Уругвае действовало 2 тыс. христианских церквей и мест богослужения, принадлежащих 75 различным христианским деноминациям.
Помимо уругвайцев, христианство исповедуют живущие в стране латиноамериканцы, американцы и европейцы (итальянцы, галисийцы, испанцы, немцы, французы, армяне, русские, греки, сербы, словаки, поляки, хорваты). Христианства также придерживается община уругвайских ассирийцев.
Христиане Уругвая активно участвуют в межконфессиональном диалоге. Совет христианских церквей Уругвая, созданный в 1998 году, объединяет католиков и протестантов. Федерация евангелических церквей Уругвая (основана в 1956 году) включает в себя 9 протестантских деноминаций. Консервативные евангельские христиане сотрудничают вместе в Представительском евангельским совете Уругвая, связанном со Всемирным евангельским альянсом. По состоянию на 2015 год одна уругвайская церковь (методистская) входит во Всемирный совет церквей.